# Konstantin Paparrigopoulos
Konstantin Paparrigopoulos (grekiska: Κωνσταντίνος Παπαρρηγόπουλος), född 1815 i Konstantinopel, död 14 april 1891 i Aten, var en grekisk historiker.
Paparrigopoulos var professor vid Atens universitet och författade bland annat en utförlig, för senare skeden, ej minst den bysantinska perioden, viktig grekiska folkets historia (1852–1874), i utdrag utgiven på franska, Histoire de la civilisation hellénique (1878).